# 2006年亞洲運動會卡巴迪比賽
卡巴迪自1990年北京亚运会成为正式比赛项目后，印度第五次夺得这个项目的亚运金牌，本届赛事中印度队在决赛中击败了劲敌巴基斯坦队第四次蝉联这个项目的冠军。
| 金牌： | 銀牌：   | 銅牌： |
| 印度   | 巴基斯坦 |        |

## 决赛
- 决赛
  -  印度 35-23  巴基斯坦

## 三四名决赛
- 铜牌争夺战
  -   37-26  伊朗

## 小组赛
- 第一场
  -  巴基斯坦 34-16  日本

- 第二场
  -  印度 40-21

- 第三场
  -  日本 25-44  印度

- 第四场
  -  伊朗 25-45  巴基斯坦

- 第五场
  -  伊朗 24-24  日本

- 第六场
  -  巴基斯坦 42-35

- 第七场
  -   39-56  伊朗

- 第八场
  -  印度 31-20  巴基斯坦

- 第九场
  -  伊朗 17-38  印度

- 第十场
  -   34-27  日本